# Dall River Old Growth Park
Dall River Old Growth Park är en park i Kanada.   Den ligger i provinsen British Columbia, i den centrala delen av landet, 3 700 km väster om huvudstaden Ottawa. Dall River Old Growth Park ligger 787 meter över havet.
Terrängen runt Dall River Old Growth Park är varierad. Dall River Old Growth Park ligger nere i en dal. Trakten runt Dall River Old Growth Park är nära nog obefolkad, med mindre än två invånare per kvadratkilometer.. Det finns inga samhällen i närheten.
I omgivningarna runt Dall River Old Growth Park växer i huvudsak barrskog.